# Сатис (городской округ город Первомайск)

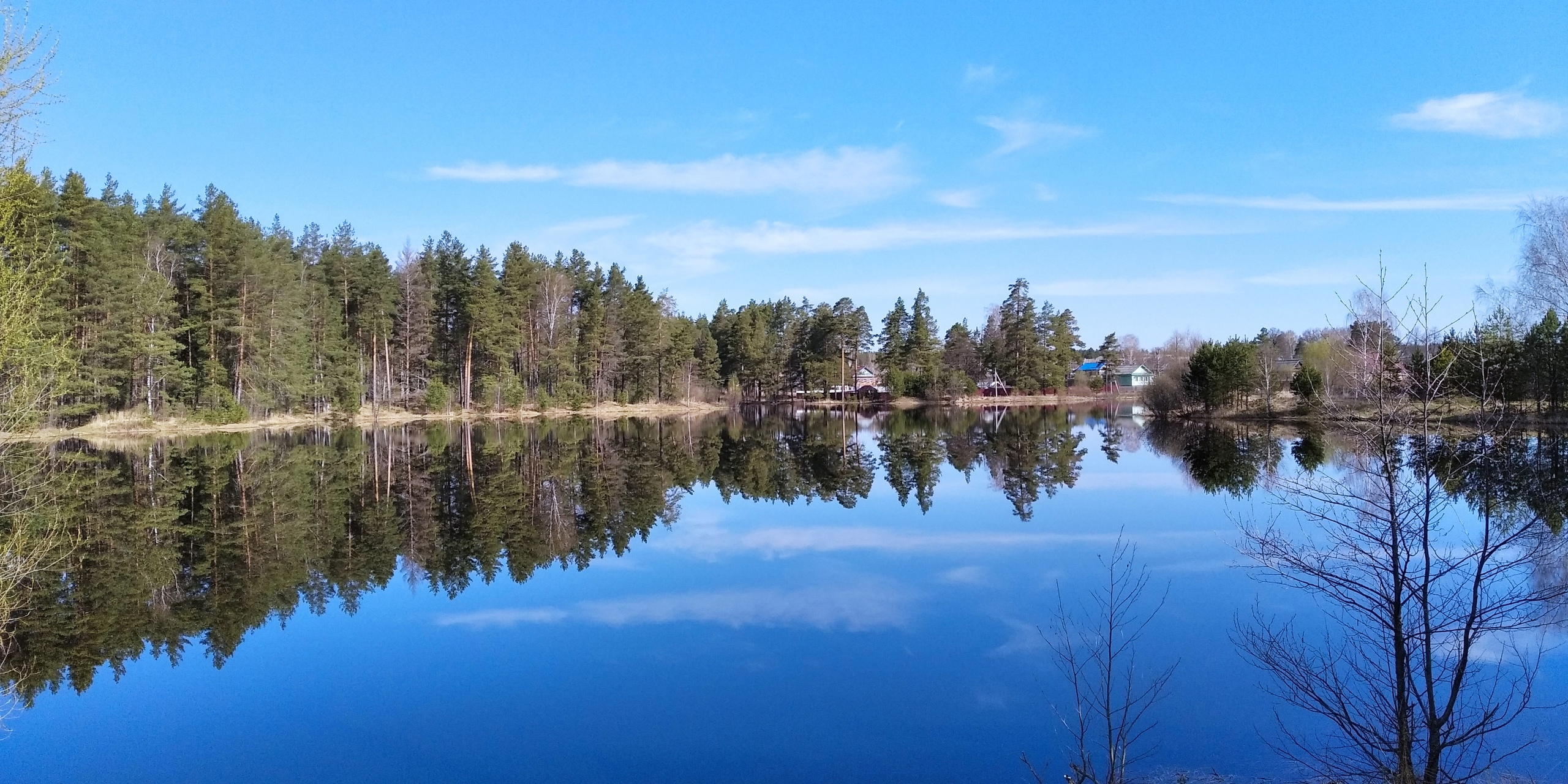
Сатис

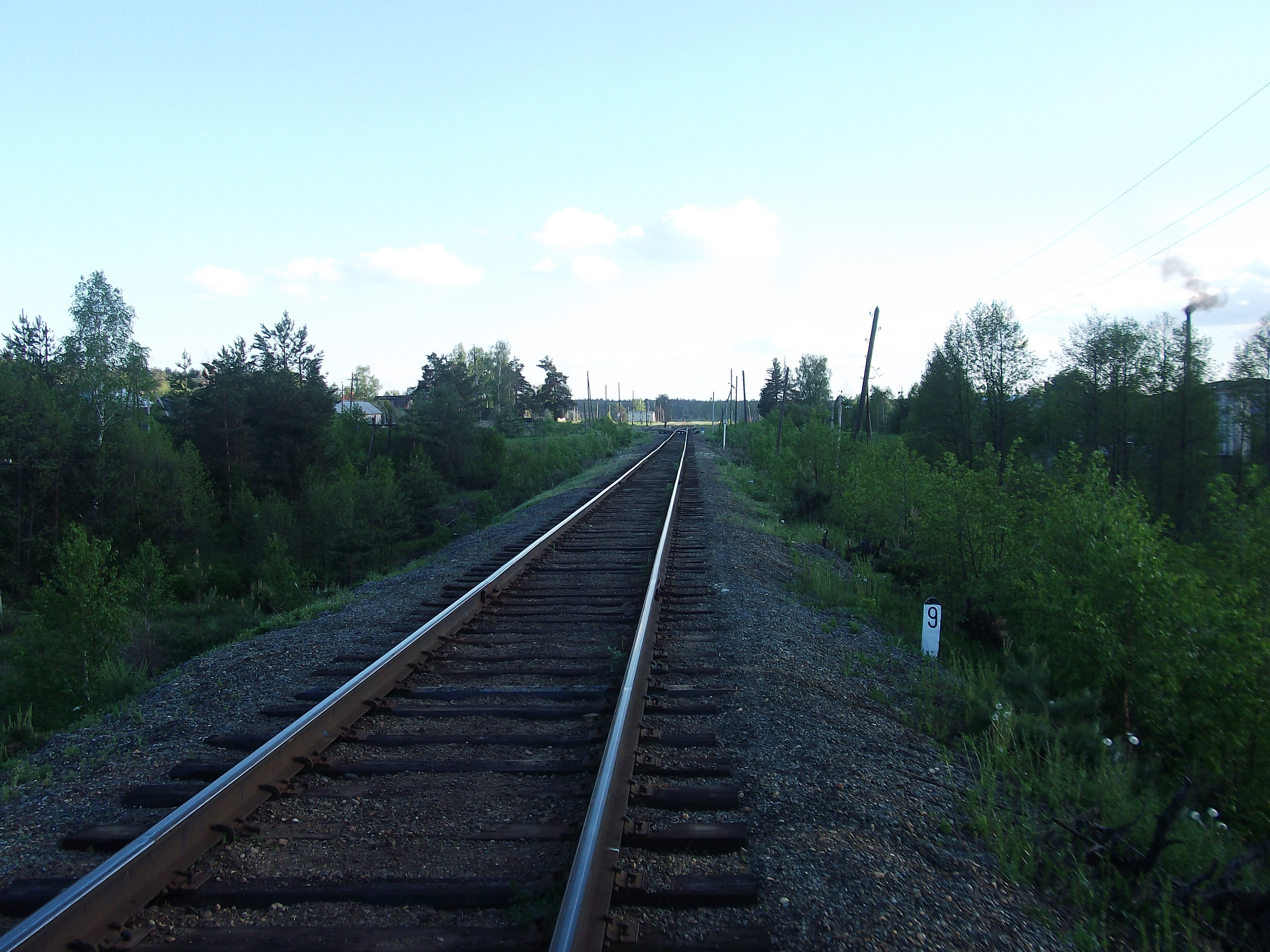

Сати́с — рабочий посёлок в городском округе город Первомайск Нижегородской области России.

## География

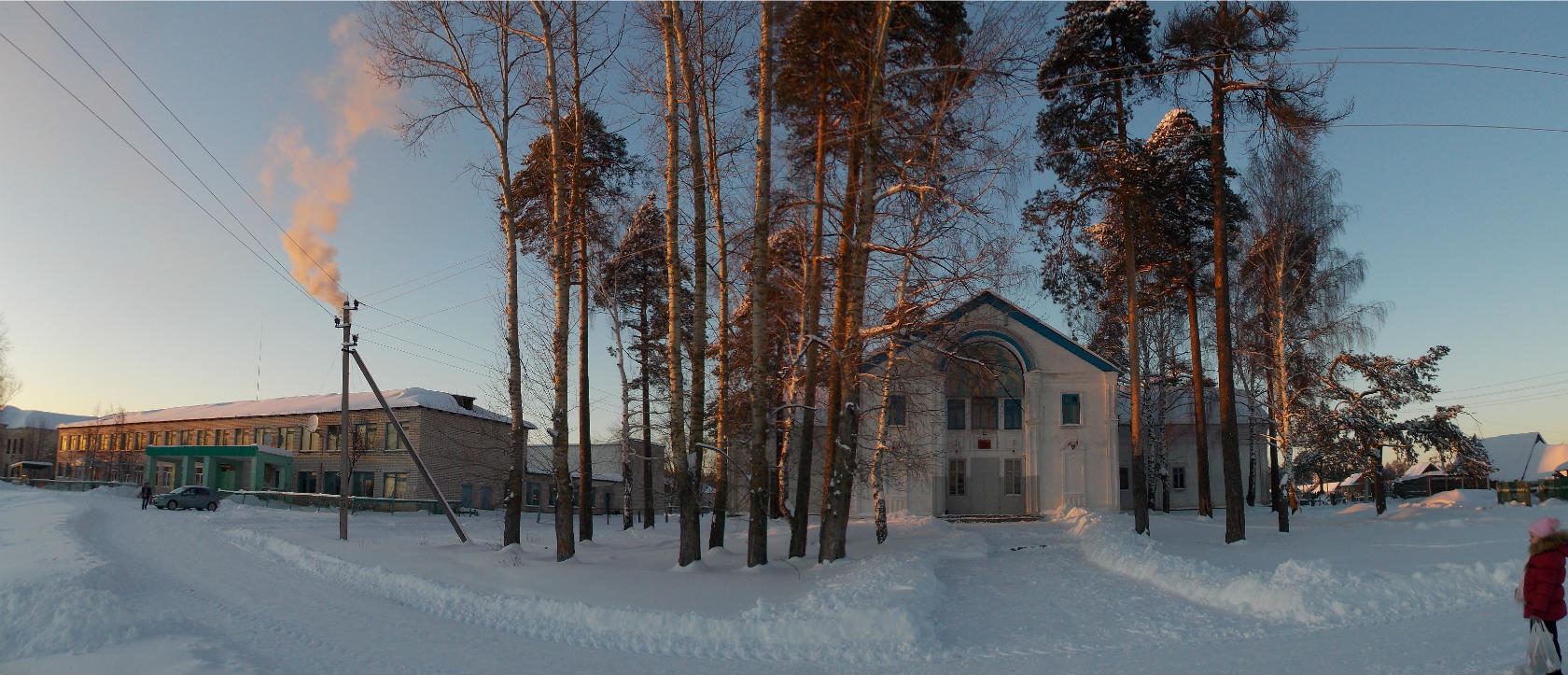
Школа и дом культуры

Расположен на реке Сатис (бассейн Оки), в 183 км к югу от Нижнего Новгорода, в 20 км к северу от районного центра — города Первомайск.
В 8 км к западу от посёлка находится родник «Гремячий», самый мощный в области по дебиту воды — 3,5 м³/ч.

## История
Первые упоминания о реке Сатис в «Арзамасских поместных актах» относятся к XVII в. В 1912 Семёном Фёдоровичем Кундашкиным на берегу реки в связи с обилием строевого леса в местных краях была основана лесопилка. В 1938 году здесь было начато строительство домов для рабочих, набранных из окрестных деревень.
На притоке реки Сатис, мелководной Падчине был основан рудник по добыче бурого железняка.
- 1950 год — первая железнодорожная станция;
- 1952 год — начало строительства Сатисской мебельной фабрики;
- 1957 год — выпуск первой продукции фабрики — стульев, диванов, шкафов;
- 1958 год — статус посёлка городского типа; в состав вновь образованного посёлка включены посёлки Падчино и Каменного карьера[4].
- 1961 год — в посёлке построен хлебозавод.

## Население
| 1959  | 1970  | 1979  | 1989  | 2002  | 2008  |
| ----- | ----- | ----- | ----- | ----- | ----- |
| 4072  | ↘3707 | ↘3146 | ↘2430 | ↘1899 | ↘1652 |
| 2009  | 2010  | 2011  | 2012  | 2013  | 2014  |
| ↘1626 | ↗1640 | ↘1634 | ↘1593 | ↘1563 | ↘1522 |
| 2015  | 2016  | 2017  | 2018  | 2019  | 2020  |
| ↘1474 | ↘1423 | ↘1391 | ↘1386 | ↘1357 | ↗1388 |
| 2021  |       |       |       |       |       |
| ↘1257 |       |       |       |       |       |

## Инфраструктура
- Мебельная фабрика.
- В посёлке расположено отделение Почты России (индекс 607750).[20]
- Железнодорожная станция на ветке от станции Шатки на линии Нижний Новгород — Саранск.
- В посёлке расположен гостевой дом Сатис на 40 спальных мест